# Sammy Cahn
Sammy Cahn (ur. 18 czerwca 1913 w Nowym Jorku, zm. 15 stycznia 1993 w Los Angeles) – amerykański autor piosenek oraz musicali. Najlepiej znany z romantycznych piosenek do filmów i musicalów na Broadwayu. Współpracował z Frankiem Sinatrą, Deanem Martinem, Doris Day i wieloma innymi artystami. Grał na fortepianie i skrzypcach. Czterokrotnie zdobył Oscara.

## Muzyka
Napisał słowa do wielu piosenek, m.in.:
Nagroda Akademii Filmowej
- 1954 – "Three Coins in the Fountain" (muzyka Jule Styne), wykonywał Frank Sinatra w filmie Trzy monety w fontannie.
- 1957 – "All the Way" (muzyka Jimmy Van Heusen), wykonywał Frank Sinatra w filmie The Joker Is Wild.
- 1959 – "High Hopes" (muzyka Jimmy Van Heusen), wykonywali Frank Sinatra oraz Eddie Hodges w filmie Dziura w głowie.
- 1963 – "Call Me Irresponsible" (muzyka Jimmy Van Heusen), wykonywał Jackie Gleason w filmie Papa’s Delicate Condition.

nominacje do Nagrody Akademii Filmowej
- 1942 – "I've Heard That Song Before" (muzyka Jule Styne) z filmu Youth on Parade.
- 1944 – "I'll Walk Alone" (muzyka Jule Styne) z filmu Za wami, chłopcy.
- 1945 – "Anywhere" (muzyka Jule Styne) z filmu Dziś w nocy i każdej nocy.
- 1945 – "I Fall In Love Too Easily" (muzyka Jule Styne), w wykonaniu Frank Sinatra w filmie Podnieść kotwicę.
- 1948 – "It's Magic" (muzyka Jule Styne), w wykonaniu Doris Day w filmie Romans na pełnym morzu.
- 1949 – "It's a Great Feeling" (muzyka Jule Styne), w wykonaniu Doris Day w filmie Wielkie uczucie.
- 1950 – "Be My Love" (muzyka Nicholas Brodszky) w wykonaniu Mario Lanzy i Kathryn Grayson w filmie The Toast of New Orleans.
- 1951 – "Wonder Why" (muzyka Nicholas Brodszky) wykonali Jane Powell oraz Vic Damone w filmie Rich, Young and Pretty.
- 1952 – "Because You're Mine" (muzyka Nicholas Brodszky), wykonywał Mario Lanza w filmie Because You're Mine.
- 1955 – "I'll Never Stop Loving You" (muzyka Nicholas Brodszky), wykonywała Doris Day w filmie Kochaj albo odejdź.
- 1955 – "(Love Is) The Tender Trap" (muzyka Jimmy Van Heusen) wykonywał Frank Sinatra w filmie Pułapka miłości.
- 1957 – "Written on the Wind" (muzyka Victor Young) z filmu Pisane na wietrze.
- 1959 – "To Love and Be Loved" (muzyka Jimmy Van Heusen) z filmu Długi tydzień w Parkman.
- 1960 – "The Best of Everything" (muzyka Alfred Newman) z filmu Wszystko co najlepsze.
- 1961 – "The Second Time Around" (muzyka Jimmy Van Heusen) z filmu Najwyższy czas.
- 1962 – "Pocketful of Miracles" (muzyka Jimmy Van Heusen) z filmu Arystokracja podziemi.
- 1965 – "Where Love Has Gone" (muzyka Jimmy Van Heusen) z filmu Dokąd poszła miłość. (także nominacja do Złotego Globu)
- 1965 – "My Kind of Town" (muzyka Jimmy Van Heusen) z filmu Robin i 7 gangsterów.
- 1968 – "Thoroughly Modern Millie" (muzyka Jimmy Van Heusen) z filmu Na wskroś nowoczesna Millie. (także nominacja do Złotego Globu)
- 1969 – "Star" (muzyka Jimmy Van Heusen) z filmu Gwiazda!. (także nominacja do Złotego Globu)
- 1974 – "All That Love Went to Waste" (muzyka George Barrie) z filmu Miłość w godzinach nadliczbowych. (także nominacja do Złotego Globu)
- 1974 – "Now That We're In Love" (muzyka George Barrie) z filmu Whiffs. (także nominacja do Złotego Globu)